# 源氏嫡流
源氏嫡流（げんじちゃくりゅう）は、源氏の嫡流、すなわち本家・宗家（またはこれと認められた家）の血統をいう。ただし、そうした地位や名分があったわけではなく、学問の研究対象として考えた場合、何をもって「源氏嫡流」とするのかが明確でなく、歴史愛好家が考える源氏嫡流と歴史学における源氏嫡流には大きな隔たりがある。一例として、藤原氏において藤原氏の嫡流は誰かと問われた場合、常に同値の関係が成立するとは言えないが、藤氏長者として五摂家から輩出される藤原氏の任意の人物が藤原氏の嫡流であろう。つまり、藤原氏において藤原氏の嫡流とは五摂家を指すという双方向的な関係が成立しうる。それに比して源氏嫡流という概念は明確に定義されたものとは言い難く、上記藤原氏の例をあてはめるのであれば、足利義満が源氏長者の地位に就くまで村上源氏が源氏長者を独占していたことから、鎌倉幕府期においても頼朝ではなく村上源氏が源氏嫡流であると考えるのが筋である。実際足利義満以降幕府は源氏長者という地位を用いて公家を支配して王家に干渉した。その点を考えれば、実証的に「源氏嫡流」なるものを規定するのであれば、源氏長者をもって嫡流と考えるべきであり、つまり義満以前においては村上源氏こそが源氏嫡流と呼ばれるべき存在であるはずである。親子関係において「嫡子」のようなものは、父親の本拠地の相続した後継者に対してあったともいえるが、それが必ずしも系譜としての嫡流意識となったかどうかは問題がある。

## 解説
同じく源氏といえども、公卿を輩出した公家源氏と武家の棟梁として活躍した武家源氏に大きく分けられ、また嵯峨源氏、醍醐源氏、清和源氏、宇多源氏、村上源氏など遠祖たる天皇によっても分かれる。故に源氏の嫡流といっても、それは源氏全体の嫡流ではなく、特定の源氏の、あるいは特定の系統を指すことが多い。
清和源氏はその好例である。清和源氏の系譜においては2代目源満仲の嫡子（満仲の所領、本拠地の相続において）が長男・頼光とされることから、頼光の子孫である摂津源氏の流れを嫡流という所説の一方で、満仲の三男・頼信に始まる河内源氏を清和源氏の嫡流とする見方もある。
河内源氏とは、源頼信が河内国石川郡壷井（現在の大阪府羽曳野市壷井）に所領を有したことにちなむ呼称で、その武力により武家棟梁と称せられ、世上広く武家源氏を代表し、八幡太郎義家が有名な系統である。
時々、有名な甲冑「源太が産衣」が源氏嫡流の証として、それを伝える河内源氏が源氏嫡流とする立場があるが、「源太が産衣」は、仮に実在していたとしても義家から頼朝にかけての源氏の嫡男に伝えられたものに過ぎず、これを継ぐものが「河内源氏」（そのような用語は当時見られない）や、まして清和源氏の当主であるという意味合いがあったわけではない。
源氏嫡流（仮にそのようなものがあったとするならば）が摂津源氏か河内源氏かはともかく、武門の主流は京都を活動基盤とした頼光の弟・頼信にはじまり坂東へ勢力を扶植し、武家棟梁となった河内源氏のものとなる。後に河内源氏の流れを汲む頼朝が鎌倉に幕府を開くが、源氏嫡流意識なるものはこの頼朝が、武家の中での自己と自家の地位を特別視するために作り出したものとも考えられ、そして頼朝の先祖を遡及し、頼光の弟の頼信にはじまり、頼義、義家と続く河内源氏を源氏嫡流と見るようになったとも考えられる。
事実、義家の死後を見ても、義家の嫡男である義親は反逆の疑いで平正盛に討たれて代わりに後を継いだ弟の義忠も一族の内紛で暗殺された結果、義家または義親の子とされる源為義が河内源氏の後継者となった。しかし、為義と嫡男の義朝は不仲で、義朝は廃嫡されて東国に追われた後、代わりに後継者となった弟の義賢も事件を起こして廃嫡せざるを得ずやむなく東国で力を付けてきた義朝に対抗させるために東国に送らざるを得なかった。義朝はその後鳥羽院・待賢門院に認められて官位面で父・為義を追い越し、義朝の子である義平が大蔵合戦にて義賢を討ち取るなど、義朝そのものが河内源氏に対する脅威となり、やがて保元の乱にて為義及び後継者とされていた弟の頼賢を処刑して力ずくで河内源氏の惣領となった。こうした事情から父や弟を討って惣領の地位を継いだ義朝とその子である頼朝が河内源氏の嫡流・惣領として相応しいかという疑念が持たれ続け、義朝－頼朝に反対する動きの中から義賢の遺児である義仲や一連の争いに関係しなかった為義の十男である行家を担ぐ動きも現れて、治承の乱の最中に義仲・行家の対立、義仲・頼朝の対立などの河内源氏の内紛に発展したという見方もある。
また、以仁王が平家を打倒すべく諸国の源氏に呼びかけた際に始めに挙兵した源頼政は頼光の系統で、清和源氏としては初の従三位という高位にあり、長者ともいうべき地位にあったが、従う兵はその拠点であった摂津国をはじめとする畿内に限られ、むしろ祖先の弟の系統である頼朝の方が東国において圧倒的求心力を得るに至った。それは、頼朝が清和源氏の中で嫡流であったかというよりも、東国武士を臣下としてきた河内源氏の遺産と、平家に不満のあった東国武士との政治的利害関係があればこそである。故に頼朝はそうした東国武士に対する求心力と、朝廷から受けた寿永二年十月宣旨、文治の勅許、将軍宣下など与えられた特権を背景に、他の源氏一門と差別化し、頼朝の系統を嫡流とすることに成功することができたといえる。
頼朝は弟・義経以下御家人の自由任官を咎め、源氏一門、御家人の位階任官を鎌倉殿の独占権とした他、多田源氏の多田行綱を多田荘から追放し、その家人を御家人に編入した。さらに血縁の嫡庶遠近にかかわらず、功績のあった者のみに自らと同様に源姓使用を許す門葉として遇し、それ以外は源氏一門といえども御家人となった者が除目などの必要ある場合を除き、源姓を使用することを禁じた。これらのことはまさに、自らをして武家源氏の棟梁たる気概を見せたに他ならない。
しかし、頼朝の一族が実朝で滅びると、武家源氏の棟梁という概念も無意味となった。足利尊氏は後に京都に幕府を開き（室町幕府）、足利将軍家を確立して頼朝以来の源氏将軍を復活させるに至った。そして、足利将軍家の足利義満から歴代将軍より源氏長者・淳和奨学両院別当を輩出したことと相まって、より源氏嫡流としての性格を強化し、さらに源氏を称して江戸幕府を開いた徳川将軍家によって継承されることとなった。今日、歴史学的に多くの史家から徳川氏が源氏であることには疑念があり、家紋が三つ葉葵を使用していることで賀茂氏から源氏への仮冒であると見られている。
頼朝の政治的な思惑により生まれ、確立されていった源氏嫡流の地位は、最終的には徳川将軍家が天下を平定するにあたり、政治的に利用されることとなった。また、そうした源氏嫡流という概念の役目も、江戸幕府の終焉、民法による近代法に基づく氏の概念に再編する過程を経ることによって消滅するに至った。